# Yasin Pehlivan
Yasin Pehlivan (Vienna, 5 gennaio 1989) è un calciatore austriaco, di origini turche, centrocampista dello Ziersdorf.

## Palmarès

### Club

#### Competizioni nazionali
- Campionato slovacco: 1

Spartak Trnava: 2017-2018